# La fine del secolo XX
La fine del secolo XX. Storia futura è un romanzo fantapolitico e fantascientifico del 1906 dello scrittore Giustino Ferri. L'opera immagina una rinata Roma imperiale alle soglie dell'anno 2000 (un secolo nel futuro), impegnata in una guerra tecnologica contro un'ampia coalizione asiatica.

## Storia editoriale
Il romanzo uscì nel 1906 nella «Biblioteca di romanzi d'avventure» di Emilio Vallardi, illustrato con 22 tavole fuori testo di Riccardo Pellegrini.
Nel 2021 è stato ristampato da Black Dog Edizioni con un'ampia introduzione di Claudio Gallo e Giuseppe Bonomi che ne ricostruisce la posizione nella proto‑fantascienza italiana. 
L'opera è nel pubblico dominio. Il testo originale è disponibile in formato digitale su LiberLiber.

## Trama

### Il poema degli edonisti
Nella quinta Roma del 1989 la scrittrice Ria di Valchiusa, «ultima delle femministe», difende l'ideale dell'emancipazione dalla Casa dell'Aurora, contro il filosofo Florio Giorgi che domina i salotti del Miriastilo con la sua dottrina di «edonismo spirituale». Intorno a lui si muovono Pedro Arconti, il principe arabo Fikr, l'esteta Cosimo Flammeri e l'avvocato‑strillone Manetti. Uno scandalo su un monumento, un duello e i debiti di gioco alle Legazioni Riunite incrinano la morale dell'aristocrazia capitolina.

### L'idillio dell'astronomo
Il giovane Marcello, ossessionato da Urano, crolla mentalmente; la moglie Giocasta e l'amico Diomede Monti lo distolgono dal cielo e lo spingono verso esperimenti sull'«origine della vita». L'arciduchessa Malda Alfieri attacca la Filosofia della vita di Giorgi, accentuando la frattura tra edonisti e industrialisti.

### La nuova Bisanzio
A villa Madama giunge la Missione asiatica guidata dai saggi Mandara e Siddhanta, che predicano la «Pace del Loto». L'ordine di espulsione dell'assessore imperiale innesca tensioni: l'influenza orientale cresce mentre il Tribunale segreto di Tiberio Clausetti punisce funzionari corrotti. La stampa parla apertamente di «principio della fine».

### Il giorno supremo ed epilogo
Un assalto interno sostenuto da forze asiatiche travolge le difese automatiche: le torri‑obelisco dell'aerovia crollano, l'esercito è impotente, Roma brucia. Ria vagheggia resistenza; Florio confessa le proprie colpe. Nell'ultima scena, una città semideserta consegna il futuro a potenze che l'Occidente non ha saputo comprendere né fermare.

## Personaggi
Ria di Valchiusascrittrice femminista e polemista del Ginandro
Florio Giorgifilosofo dell'edonismo spirituale, leader culturale al Miriastilo
Pedro Arcontigiovane aristocratico caduto nei debiti di gioco
Principe Fikrnobile arabo in viaggio di studio a Roma
Giove Viscontisenatore e inventore delle tele‑viste folgoriche
Marcelloastronomo geniale, ossessionato da Urano
Giocastamoglie di Marcello
Mandarabramino, portavoce della Missione asiatica
Siddhantasaggio buddista, ministro del «sacramento della Pace»
Malda Alfieriarciduchessa, critica dell'edonismo

## Critica
L'opera si colloca fra le «storie future» d'inizio Novecento.
Carmine Treanni, in un articolo del 2018 sulla protofantascienza italiana, menziona l'opera fra «gli autori profantascientifici», indicando «Giustino Ferri con La fine del secolo XX (1906)» come esempio di narrativa d'anticipazione italiana dei primi del Novecento.
La scheda editoriale di Black Dog Edizioni, che ha ristampato il romanzo nel 2021, lo definisce «un romanzo profetico, che precorre i tempi» e ne evidenzia i temi della «sempre maggiore ingerenza della tecnologia», dell'«ascesa delle potenze asiatiche» e della ricerca estetica come nuova religione.

## Edizioni
- Giustino Ferri, La fine del secolo XX. Storia futura, Milano, E. Vallardi, 1906.
- Claudio Gallo e Giuseppe Bonomi (a cura di), La fine del secolo XX. Storia futura, riedizione critica, Catania, Black Dog, 2021, EAN 9791280168115.